# 조범현
조범현(曺凡鉉, 1959년 10월 1일 ~ )은 전 KBO 리그 삼성 라이온즈의 포수이자, 현재 KBO 리그 수원 파인이그스의 감독이다.

## 선수 경력

### 아마추어 시절
대건고등학교의 포수를 맡던 그는 대건고등학교 야구부의 해체설로 팀내 분위기가 흉흉해지자 동기생 몇 명과 함께 공주고등학교로 전학을 갔다. 하지만 이미 공주고등학교에는 김경문이라는 걸출한 동급생 포수가 자리를 잡고 있었고 결국 몇 달 만에 다시 대건고등학교로 돌아왔다. 아무리 이때부터 나이는 1살 많지만 유급 탓인지  프로 입단 동기이자 평생의 라이벌인 김경문과의 묘한 인연이 시작됐다.
그는 대건고 야구부가 해체되자 우여곡절 끝에 충암고등학교로 전학을 갔다. 이것이 오히려 전화위복이 되었는데 결국 전학을 한 충암고등학교가 1977년 제 7회 봉황대기에서 우승을 차지하며 MVP를 차지했다.

### OB 베어스시절
인하대학교 사회체육학과를 4학년에 재학중이던 1982년에 KBO 리그가 출범한 뒤 창단 멤버가 됐다. 이후 같은 팀에서 다시 만나게 된 김경문과 함께 대표적인 수비형 포수로 주전 경쟁을 벌였다.

### 삼성 라이온즈시절
1990년 시즌 후 투수 윤석환과 함께 현금 트레이드됐고, 1992년 시즌 후 현역에서 은퇴했다.

## 야구선수 은퇴 후
1992년에 은퇴 후 삼성 라이온즈 2군 코치로 지도자 생활을 본격적으로 시작했고 1993년 쌍방울 레이더스의 배터리코치로 옮겼다. 쌍방울이 해체되자, 2000년에 삼성 라이온즈로 복귀해서 2002년 한국시리즈 우승에 기여한 후, 2003년 SK 와이번스의 감독으로 임명돼 본격적으로 감독 생활을 시작했다.
그 해 SK 와이번스는 돌풍을 일으키며 정규 시즌 4위를 거뒀고, 2003년 한국시리즈 준우승을 차지하며 최하위를 전전하는 팀의 리빌딩에 성공을 거두었다는 평가를 받았다. 다만 송은범을 조부의 발인식에 보내지 않았다는 비판은 피할 수 없었다.
그러나 2006년 정규 시즌을 6위로 마감한 후 사임하고 김성근에게 감독 자리를 넘겼다. 2007년 6월에 당시 감독이었던 서정환의 부름을 받아 KIA 타이거즈의 배터리코치로 임명되며 KIA 타이거즈와 인연을 맺기 시작했다. 그 해 KIA 타이거즈의 성적 부진으로 시즌 후 서정환이 감독직에서 사임하자 뒤이어 감독 자리에 올랐다.
2008년 시즌에는 KIA 타이거즈 주축 선수들의 잇따른 부상과 부진으로 시즌 6위로 마감했다.
2009년 시즌 전반기가 시작되며 김상현을 트레이드해 KIA 타이거즈에 복귀시킨 후 용병 투수 구톰슨, 로페즈를 비롯한 선발 투수진의 안정과 최희섭, 김상현의 뛰어난 활약, 잇따른 대타 작전의 성공 등 짜임새 있는 팀의 바탕으로 '조갈량'이라고 불렸다. 2009년 시즌 정규 리그 1위를 차지했다. 2009년 한국시리즈에서 그의 감독 생활 첫 부임 팀이자, 스승 김성근이 이끄는 팀인 SK 와이번스를 꺾음으로써 팀의 10번째 우승이자, 감독 생활 이후 첫 우승을 차지했다.
2010년 KIA 타이거즈는 주축 내야수 김상현의 부상, 투수 윤석민의 자해 소동, 로페즈의 덕아웃 의자 난동 등으로 인해 16연패를 기록했고, KIA 타이거즈 팬들이 과도한 사퇴 주장을 펼쳤다. 그러나 2009년 한국시리즈 우승 감독으로서 광저우 아시안 게임 국가대표팀 감독에 선임돼 금메달을 이끌어 논란이 줄었다.
2011년 전반기를 1위로 마친 KIA 타이거즈는 주축 선수들의 잇따른 부상으로 후반기 4위로 시즌을 마치고, 준플레이오프에서 SK 와이번스에 1승 3패로 패해 플레이오프 진출이 좌절됐다. 그 해 10월 18일 KIA 타이거즈에서 플레이오프 진출 실패에 따른 일부 극성 팬들의 사퇴 압박으로 인해 결국 물러나게 됐고 그 이후 KBO의 육성 위원장으로 위촉됐다.
2012년 11월 삼성 라이온즈의 마무리 훈련 때 포수 인스트럭터로 합류해 한 달 동안 삼성 라이온즈의 젊은 포수들을 가르쳤다. 포수 인스트럭터 자격으로 2013년 시즌 삼성 라이온즈 포수들의 기량 향상을 도왔다.
2013년 8월 2일 계약 기간 3년, 계약금 포함 총액 15억원에 계약을 맺고 당시 신생 팀이었던 kt 위즈의 초대 감독으로 선임되었다. 하지만 1군에 참여한 두 시즌 동안 장성우의 사생활 공개, 오정복의 음주 운전, 김상현의 음란 행위 등 선수단 내에서 잡음이 있었고, 별다른 성적을 내지 못해 2016년 시즌 후 재계약하지 못했다.

## 에피소드
- OB 베어스 시절 1990년 6월 5일 삼성 라이온즈와의 경기 도중 OB 투수 김진규가 던진 볼로 인한 삼성 라이온즈 내야수 강기웅의 빈볼 시비로 일어난 KBO 리그 사상 최악의 집단 난투극에 먼저 가담했다. 22분가량 계속된 집단 패싸움 후 포수 김태형 등과 함께 경기장에서 즉시 퇴장당했다.[12]

이 사건으로 상벌 위원회에 의해 벌금 30만원의 처벌을 받은 적이 있다. 그 사건이 일어난 해의 시즌이 끝나고 그가 난투극을 벌였던 고향 팀으로 옮기게 됐다. 충암고등학교 시절부터 김성근과 인연을 맺었고, OB 베어스 시절에는 프로 선수, 쌍방울 레이더스 시절에는 지도자로 만났다. 김성근과 사이가 좋지 않았던 김경문과 달리 그의 총애를 받았다.

## 학력
- 대구초등학교 졸업
- 대건중학교 졸업
- 충암고등학교 졸업
- 인하대학교 체육교육학 학사

## 통산 기록
| 연도 | 소속   | 타율  | 경기 | 타수 | 득점 | 안타 | 홈런 | 루타 | 타점 | 도루 | 4구 | 사구 | 삼진 | 병살 | 비고 |
| ---- | ------ | ----- | ---- | ---- | ---- | ---- | ---- | ---- | ---- | ---- | --- | ---- | ---- | ---- | ---- |
| 1982 | OB     | 0.271 | 48   | 118  | 12   | 32   | 2    | 49   | 9    | 2    | 6   | 0    | 22   | 2    |      |
| 1983 | OB     | 0.174 | 41   | 69   | 3    | 12   | 0    | 15   | 7    | 0    | 7   | 0    | 16   | 0    |      |
| 1984 | OB     | 0.194 | 77   | 175  | 16   | 34   | 3    | 54   | 18   | 4    | 14  | 0    | 40   | 2    |      |
| 1985 | OB     | 0.238 | 87   | 239  | 30   | 57   | 3    | 74   | 33   | 4    | 13  | 2    | 23   | 3    |      |
| 1986 | OB     | 0.169 | 41   | 65   | 8    | 11   | 1    | 17   | 6    | 3    | 3   | 0    | 6    | 0    |      |
| 1987 | OB     | 0.150 | 48   | 80   | 3    | 12   | 0    | 14   | 6    | 1    | 2   | 0    | 12   | 3    |      |
| 1988 | OB     | 0.194 | 58   | 72   | 4    | 14   | 0    | 14   | 3    | 0    | 2   | 0    | 12   | 2    |      |
| 1989 | OB     | 0.163 | 54   | 86   | 6    | 14   | 1    | 20   | 5    | 1    | 6   | 0    | 11   | 1    |      |
| 1990 | OB     | 0.137 | 84   | 102  | 8    | 14   | 0    | 16   | 6    | 0    | 7   | 1    | 19   | 1    |      |
| 1991 | 삼성   | 0.262 | 51   | 61   | 11   | 16   | 1    | 22   | 10   | 0    | 3   | 0    | 12   | 1    |      |
| 1992 | 삼성   | 0.125 | 26   | 24   | 1    | 3    | 1    | 7    | 4    | 0    | 1   | 0    | 6    | 1    |      |
| 통산 | 11시즌 | 0.201 | 615  | 1091 | 102  | 219  | 12   | 302  | 107  | 15   | 64  | 3    | 179  | 16   |      |